# Виенска държавна опера
Виенската държавна опера (на немски: Wiener Staatsoper), намираща се във Виена, Австрия, е сред най-значителните музикални средища в Европа.
Сградата е проектирана в стил неоренесанс от архитектите Август фон Зикардсбург и Едуард ван дер Нюл. Завършена е през 1869 г. През 1945 г., по време на Втората световна война, част от сградата е разрушена от бомбардировки. Възстановена е напълно през 1955 г.
Трябва да се прави разлика между Държавната опера във Виена, която се намира на адрес Hanuschgasse 3, 1010 Wien (или Operngasse 2, 1010 Wien), и Народната опера, която е на адрес Währinger Straße 78, A-1090 Wien.
Днес във Виенската държавна опера всяка година се провежда известният Оперен бал.